# Gustav Andersson i Löbbo
Gustav Emil Andersson i riksdagen kallad Andersson i Löbbo och Andersson i Södergården, född 27 januari 1890 i Bosebo församling, Jönköpings län, död 2 augusti 1962 i Villstads församling, Jönköpings län, var en svensk hemmansägare, ombudsman och centerpartistisk riksdagspolitiker.
Andersson var ledamot av riksdagens andra kammare 1933–1942 och tillhörde första kammaren från 1943 i valkretsen Jönköpings län. Han var även landstingsledamot från 1927. I riksdagen skrev han 59 egna motioner, främst om jord- och skogsbruk. Ett flertal motioner avsåg enskilda understöd från Vadstena krigsmanshuskassa.